# Partida rural
El terme partida rural, sovint utilitzat simplement en la forma partida quan el context ho permet, és una extensió de terreny d'una certa extensió que serveix per a identificar amb el mateix nom les terres que hi pertanyen, sense que signifiqui necessàriament una mateixa unitat de propietat.
Les partides suposen una subdivisió administrativa del terme municipal, tot i que hi pot haver partides que superin l'àmbit d'un sol municipi. En aquests casos, representen una unitat diferent a cada municipi, encara que es conegui amb el mateix nom i fins i tot que hi pugui haver la mateixa propietat a banda i banda de la línia termenal dels municipis. Apareixen en el cadastre rural com a topònim identificador del lloc on es troba cada parcel·la.
En un origen, les partides rurals no formaven una entitat de població, encara que pogués haver-hi edificacions aïllades de diverses menes. Modernament, però, el doble fenomen de l'extensió de les ciutats i l'establiment de noves residències en zones rurals o semirurals a la perifèria de les principals viles i ciutats, així com la necessitat d'organització administrativa i veïnal d'aquest poblament, ha fet que algunes partides hagin desenvolupat entitats de població equiparables, en certa manera, als antics ravals (seria aquest l'equivalent més exacte), veïnats i barris.
En aquest cas, es distingeix dels altres tipus d'entitats de població pel fet que es troba fora del conjunt urbà, però no forma una unitat de població independent (sovint és una sèrie de cases o terrenys al voltant d'una carretera o d'un camí rural important).